# Saperemetoden
Saperemetoden är en idé som föddes i Frankrike 1972 med Jacques Puisais som upphovsman.
Den anser att en smakupplevelse inte bara påverkas av smaksinnet, utan även av andra sinnen. Benämningen kommer från latinets sapere som betyder att veta, att kunna och att smaka. Från början gick saperemetoden ut på att pedagogiskt lära skolbarn i 10–12-årsåldern dels att förstå hur människans sinnen samverkar till upplevelsen av omgivningen, dels att vara nyfikna och pröva olika smakupplevelser vid skolmåltiderna och inte vara rädda för något nytt. Samtidigt skulle detta vara en inspiration för dem som komponerar och tillagar skolmaten.
Svensk pionjär för dessa idéer var krögaren Carl Jan Granqvist i Grythyttan. Omkring sekelskiftet 1999–2000 togs dessa idéer upp även inom det svenska skolväsendet.
I den svenska litteraturen förekommer ibland stavningen sapperemetoden, men detta är felaktigt.